# Тапиоселе
Тапиоселе (мађ. Tápiószele) је насеље у централној Мађарској. Тапиоселе је веће насеље у оквиру пештанске жупаније.

## Географија

### Локација
Тапиоселе се налази северно-североисточно од Цегледа, југоисточно од Нађкате, и ту се налази аутопут 311 и железничка линија Будимпешта-Ујсас-Солнок (железничка станица Тапиоселе).

## Историја
Најранији археолошки налази потичу из неолита (4500—4000. п. н. е.). Археолошка истраживања доказују да је село било насељено и у раном арпадском периоду, и уништено је током Татарске инвазије, а потом поново насељено крајем 13. века. Име Тапиоселе се може сматрати дериватом именице „Зеле” из доба Арпад (кретање ваздуха). Облик са префиксом Тапио јавља се тек почетком 18. века. Први писани извор помиње је у Варади Регеструму 1219. године под именом Сцела (вила), као власништво више мањих власника. Од 1546. године припадао је области турског вазала. Због многих пљачки турских, мађарских и немачких војних снага она је пропала.
У попису становништва из 1690. године уврштен је међу пустаре. Породице Моћари и Батик почеле су да насељавају Селе 1723. године. Напомињу да речица Тапио формира велика и дубока језера испод локалитета. Насељеници су у Пешти продавали стоку, вуну и жито, место има пошту, гостионицу и пивницу. Године 1789. Тапиоселе је био у власништву 35 властелина. У селу се може наћи неколико лепих палата као архитектонских споменика малог и средњег власништва. У центру ботанички занимљивог парка налази се класична мала племићка вила у којој се налази збирка породице Блашковић.
Године 1849. Мор Перцел, Јозеф Висоцки, Аристид Десевфи, Лазар Месарош и Хенрик Дембињски зауставили су се овде када су ишли у битку код Тура, против једне руске дивизије. У Први светски рат пријавило се 1.510 људи, 207 људи се није вратило кући. Током Другог светског рата, 138 становника Тапиоселија је погинуло.
Кохасати Ђарепито валалат, затим Ганз Аншалдо, касније Ганз Транселектро, значајан су фактор на тржишту рада у овој области. Од 15. октобра 2009. године, ЦГ Електрик Системс Хунгари Зрт. у индијском власништву, производе трансформаторе високих перформанси, електричне ротационе машине и високонапонску мрежну расклопну опрему.
Тапиоселе је добио титулу града 1. 7. 2009. године.

## Становништво
Током пописа из 2011. године, 81,8% становника се изјаснило као Мађари, 5,9% као Роми, 0,4% као Немци, 0,3% као Румуни и 0,2% као Украјинци (18% се није изјаснило). 
Верска дистрибуција је била следећа: римокатолици 44,3%, реформисани 8,4%, лутерани 1,3%, гркокатолици 0,2%, неденоминациони 13,5% (30,8% се није изјаснило).